# Leucania impudens
Leucania impudens är en fjärilsart som beskrevs av Jacob Hübner 1827. Leucania impudens ingår i släktet Leucania och familjen nattflyn. Inga underarter finns listade i Catalogue of Life.